# Tirol Raiders 2016
Questa voce raccoglie le informazioni riguardanti i Tirol Raiders nelle competizioni ufficiali della stagione 2016.

## Prima squadra

### Austrian Football League 2016

#### Stagione regolare
| 26 marzo 2016 1ª giornata | Prague Black Panthers | 28 – 48 (7-7 3-24 7-17 11-0) | Tirol Raiders |  |

| 3 aprile 2016 2ª giornata | Tirol Raiders | 74 – 0 (34-0 16-0 10-0 14-0) | AFC Rangers Mödling | (3800 spett.) |

| 16 aprile 2016 3ª giornata | Tirol Raiders | 31 – 0 (0-0 0-0 21-0 10-0) | Graz Giants | (1350 spett.) |

| 1º maggio 2016 4ª giornata | Tirol Raiders | 37 – 0 (14-0 16-0 7-0 0-0) | Prague Black Panthers | (1000 spett.) |

| 14 maggio 2016 5ª giornata | Graz Giants | 22 – 21 (d.t.s.) (0-7 7-0 0-0 7-7 8-7) | Tirol Raiders |  |

| 22 maggio 2016 6ª giornata | Vienna Vikings | 7 – 30 (0-7 0-17 0-3 7-3) | Tirol Raiders | (2500 spett.) |

| 29 maggio 2016 7ª giornata | Cineplexx Blue Devils | 14 – 52 (0-7 7-21 0-17 7-7) | Tirol Raiders |  |

| 5 giugno 2016 8ª giornata | Tirol Raiders | 45 – 14 (7-0 21-8 17-6 0-0) | Ljubljana Silverhawks | (1000 spett.) |

| 18 giugno 2016 9ª giornata | Danube Dragons | 20 – 41 (0-6 6-21 0-14 14-0) | Tirol Raiders |  |

| 25 giugno 2016 10ª giornata | Tirol Raiders | 49 – 7 (7-0 21-7 7-0 14-0) | Vienna Vikings |  |

#### Playoff
| Innsbruck 16 luglio 2016, ore 17:30 Semifinale | Tirol Raiders | 63 – 30 (21-0 28-13 0-10 14-7) referto | Ljubljana Silverhawks | Tivoli-Neu Stadion (2793 spett.) |

| 23 luglio 2016 Austrian Bowl | Tirol Raiders | 51 – 7 (21-0 14-0 10-7 6-0) | Graz Giants | (4900 spett.) |

### BIG6 European Football League

#### Stagione regolare
| Berlino 24 aprile 2016, ore 15:00 2ª giornata | Berlin Adler | 0 – 58 (0-20 0-14 0-10 0-14) | Tirol Raiders | Poststadion (2.411 spett.) |

| Innsbruck 7 maggio 2016, ore 18:15 4ª giornata | Tirol Raiders | 34 – 0 (17-0 7-0 0-0 10-0) | Schwäbisch Hall Unicorns | Tivoli-Neu Stadion (3.218 spett.) |

#### Playoff
| Innsbruck 11 giugno 2016 Eurobowl | New Yorker Lions | 35 – 21 (7-7 7-7 14-0 7-7) | Tirol Raiders | Tivoli-Neu Stadion (4853 spett.) |

### Statistiche di squadra
| Competizione             | %Vittorie | In casa | In casa | In casa | In casa | In casa | In casa | In trasferta | In trasferta | In trasferta | In trasferta | In trasferta | In trasferta | Totale | Totale | Totale | Totale | Totale | Totale |
| Competizione             | %Vittorie | G       | V       | N       | P       | Pf      | Ps      | G            | V            | N            | P            | Pf           | Ps           | G      | V      | N      | P      | Pf     | Ps     |
| ------------------------ | --------- | ------- | ------- | ------- | ------- | ------- | ------- | ------------ | ------------ | ------------ | ------------ | ------------ | ------------ | ------ | ------ | ------ | ------ | ------ | ------ |
| AFL - Stagione regolare  | .900      | 5       | 5       | 0       | 0       | 236     | 21      | 5            | 4            | 0            | 1            | 192          | 91           | 10     | 9      | 0      | 1      | 428    | 112    |
| AFL - Playoff            | 1.000     | 2       | 2       | 0       | 0       | 114     | 37      | 0            | 0            | 0            | 0            | 0            | 0            | 2      | 2      | 0      | 0      | 114    | 37     |
| BIG6 - Stagione regolare | 1.000     | 1       | 1       | 0       | 0       | 34      | 0       | 1            | 1            | 0            | 0            | 58           | 0            | 2      | 2      | 0      | 0      | 92     | 0      |
| BIG6 - Playoff           | .000      | 0       | 0       | 0       | 0       | 0       | 0       | 1            | 0            | 0            | 1            | 21           | 35           | 1      | 0      | 0      | 1      | 21     | 35     |
| Totale                   | .867      | 8       | 8       | 0       | 0       | 384     | 58      | 7            | 5            | 0            | 2            | 271          | 126          | 15     | 13     | 0      | 2      | 655    | 184    |

## Seconda squadra

### AFL - Division I 2016

#### Stagione regolare
| 28 marzo 2016 1ª giornata | Tirol Raiders JV | 7 – 21 (7-7 0-14 0-0 0-0) | Salzburg Bulls | (600 spett.) |

| 10 aprile 2016 2ª giornata | Tirol Raiders JV | 3 – 31 (0-7 3-7 0-7 0-10) | Carinthian Lions | (700 spett.) |

| 23 aprile 2016 3ª giornata | Traun Steelsharks | 41 – 14 (7-7 14-0 7-0 13-7) | Tirol Raiders JV |  |

| 30 aprile 2016 4ª giornata | Tirol Raiders JV | 18 – 19 (6-7 6-9 0-3 6-0) | Amstetten Thunder |  |

| 16 maggio 2016 5ª giornata | Carinthian Lions | 28 – 25 (0-3 21-0 7-7 0-15) | Tirol Raiders JV | (300 spett.) |

| 22 maggio 2016 6ª giornata | Salzburg Bulls | 21 – 24 (7-7 7-10 0-0 7-7) | Tirol Raiders JV |  |

| 11 giugno 2016 9ª giornata | Amstetten Thunder | 23 – 15 (0-6 16-0 7-0 0-9) | Tirol Raiders JV |  |

| 26 giugno 2016 1ª giornata | Tirol Raiders JV | 21 – 48 (0-7 13-14 0-13 8-14) | Traun Steelsharks | (300 spett.) |

### Statistiche di squadra
| Competizione      | %Vittorie | In casa | In casa | In casa | In casa | In casa | In casa | In trasferta | In trasferta | In trasferta | In trasferta | In trasferta | In trasferta | Totale | Totale | Totale | Totale | Totale | Totale |
| Competizione      | %Vittorie | G       | V       | N       | P       | Pf      | Ps      | G            | V            | N            | P            | Pf           | Ps           | G      | V      | N      | P      | Pf     | Ps     |
| ----------------- | --------- | ------- | ------- | ------- | ------- | ------- | ------- | ------------ | ------------ | ------------ | ------------ | ------------ | ------------ | ------ | ------ | ------ | ------ | ------ | ------ |
| Stagione regolare | .125      | 4       | 0       | 0       | 4       | 49      | 119     | 4            | 1            | 0            | 3            | 78           | 113          | 8      | 1      | 0      | 7      | 127    | 232    |
| Totale            | .125      | 4       | 0       | 0       | 4       | 49      | 119     | 4            | 1            | 0            | 3            | 78           | 113          | 8      | 1      | 0      | 7      | 127    | 232    |